# Olena Apanòvitx
Olena Mikhàilivna Apanòvitx (en ucraïnès: Олена Михайлівна Апанович) (9 de novembre de 1919 - 21 de febrer de 2000) va ser una historiadora ucraïnesa, investigadora dels cosac de Zaporozhian. Va ser guanyadora del premi Antonovych.

## Biografia
Olena Apanòvitx va néixer a Melekes, governació de Simbirsk (ara Dimitrovgrad, província d'Uliànovsk), Rússia, a la família d'un empleat de ferrocarril. Els seus familiars expliquen que la seva mare va donar a llum a l'Olena en un vagó de ferrocarril. El seu pare era d'origen camperol bielorús (d'aquí el cognom bielorús Apanòvitx) i la seva mare era d'ascendència de la noblesa polonesa. Va passar tota la seva infantesa a Manxúria, al nord-est de la Xina, on treballava el seu pare. La seva família va ser deportada de la Xina pels japonesos. Es van establir a Khàrkiv el 1933, on Olena va acabar el batxillerat. La mare d'Olena va morir poc després i el seu pare va ser reprimit el 1939 per acusacions falses.
El 1937 va ingressar a l'"Institut de periodisme de tota la Unió" a Moscou, però l'escola va ser tancada aviat i Apanòvitx va tornar a Khàrkiv, on es va graduar a l'Institut Pedagògic (Facultat de Llengua i Literatura Russa) poc abans de l'inici del Segon Guerra Mundial. Després de l'⁣inici de la invasió alemanya, va ser evacuada a Kazakhstan i Bashkiria. Des de maig de 1944, Olena va treballar a l'Arxiu Central de l'Estat d'Ucraïna a Kíev com a investigadora i va preparar molts documents històrics per publicar-los.
El 1950, Apanòvitx va defensar la seva tesi per al grau de Candidat a Ciències (aproximadament equivalent a un doctorat) sobre la participació dels cosacs de Zaporozhi a la guerra russo-turca de 1768-1774. Després es va incorporar a l'⁣Institut d'Història de l'⁣Acadèmia de Ciències d'Ucraïna com a principal experta en cosacdom. Durant el període de 1950-72, va dirigir expedicions arqueològiques a llocs relacionats amb la història dels cosacs de Zaporozhi, va publicar molts treballs científics i va fer un registre complet dels memorials cosacs de Zaporozhian.
A partir de 1972, després de ser acomiadat per motius polítics de l'Institut d'Història, Apanòvitx va treballar a la Biblioteca Científica Central de l'⁣Acadèmia de Ciències d'Ucraïna, fent contribucions importants a la investigació dels manuscrits. A principis de la dècada de 1980, sovint la convidaven a ser consultora històrica de documentals i pel·lícules de ficció sobre el cosac ucraïnès.

## Premis i honors
- 1991, Apanòvitx es va convertir en membre de la Unió d'Escriptors d'Ucraïna
- 1994, va atorgar el premi que porta el nom de T.Shevchenko
- 1995, Premi Antonovych (EUA)